# Starolitwini

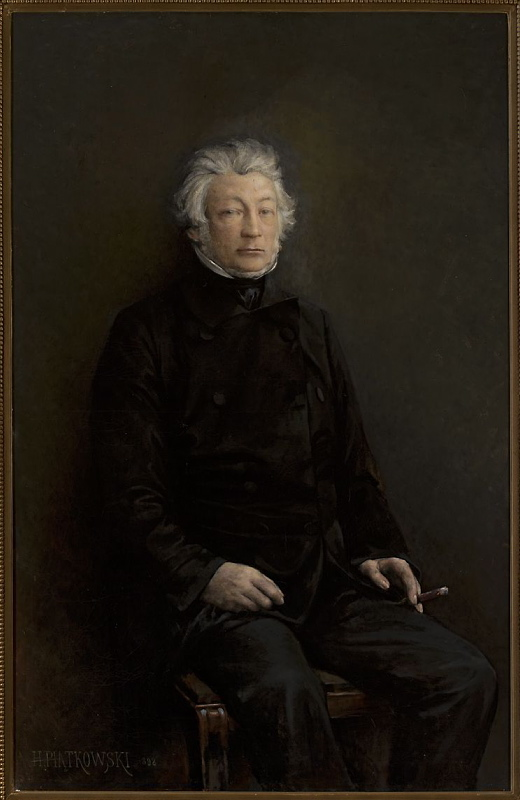
Adam Mickiewicz herbu Poraj, Litwin historyczny

Starolitwini, również Litwini historyczni, Wielkolitwini – termin najczęściej stosowany w historiografii, mający za zadanie odróżnić obecnych Litwinów od Litwinów Wielkiego Księstwa Litewskiego.
Pod pojęciem Litwina historycznego rozumie się osobę zamieszkującą Litwę historyczną, czyli dawne Wielkie Księstwo Litewskie o szlacheckim lub książęcym pochodzeniu. Litwinami historycznymi w tym rozumieniu są chociażby wielki książę litewski Giedymin czy bojar Mikołaj Radziwiłłowicz.
W czasach I Rzeczypospolitej, Litwini historyczni wciąż byli najczęściej (choć nie zawsze) członkami stanu szlacheckiego i książęcego, jednakże wychowanymi już w kulturze polskiej i posługującymi się językiem polskim. Przeważnie wyznawali oni katolicyzm (lub inne wyznania chrześcijańskie) oraz popierali tradycyjną ideologię unii polsko-litewskiej.
Przykładami Litwinów historycznych były tak znane osoby jak Stanisław Cat Mackiewicz, jego brat Józef Mackiewicz, Adam Mickiewicz, Konstanty Kalinowski, Melchior Wańkowicz, Czesław Miłosz, Tadeusz Kościuszko, Józef Piłsudski i wiele innych wybitnych postaci. Pod względem pochodzenia etnicznego żadna z wymienionych osób nie miała polskiego pochodzenia, lecz litewskie bądź ruskie. Wybór polskiej świadomość narodowej czynił ich Litwinami historycznymi.

## Tło historyczne

Współczesna Litwa z pokazanymi podziałami administracyjnymi (gubernatorstwami) byłego Imperium Rosyjskiego (1867–1914).

W latach sześćdziesiątych XIX wieku na terenach ówczesnej, nieistniejącej z powodu zaborów Litwie, miał miejsce szereg istotnych przemian społecznych. Zniesienie poddaństwa i uwłaszczenia chłopów, a także represje po upadku powstania styczniowego, zapoczątkowały cały szereg przemian społecznych na tamtejszych terytoriach.
Wyraźnie osłabiona została pozycja ekonomiczna i polityczna szlachty, dotkniętej zsyłkami, kontrybucjami i konfiskatą majątków. Rosyjskie władze coraz bezwzględniej walczyły z Polakami (w tym również Litwinami historycznymi). Represje spadły na Kościół katolicki, uznawany za ostoję polskości w należących do Rosji guberniach zachodnich. Katolikom odebrano m.in. prawo zakupu ziemi.

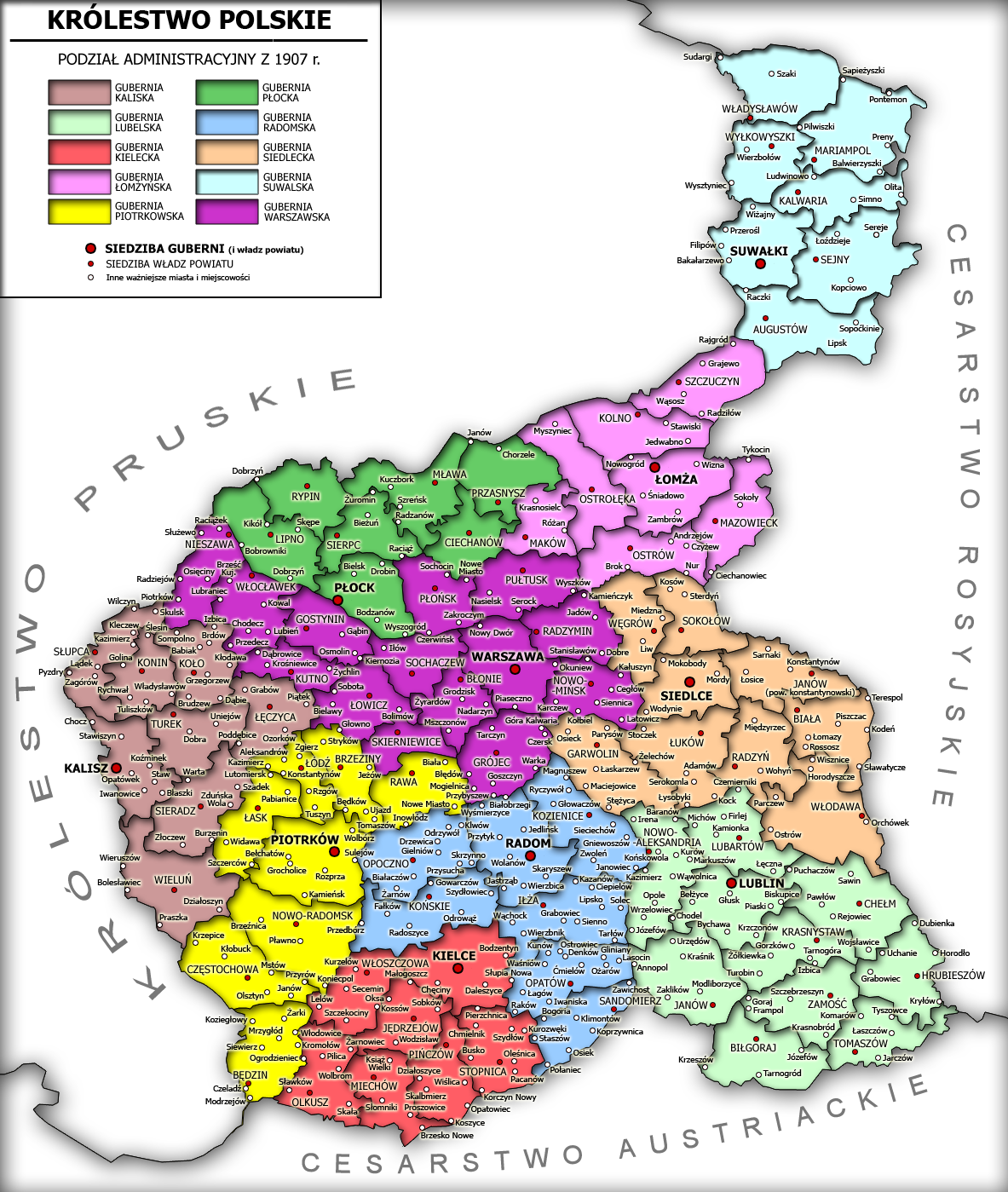
Podział administracyjny Królestwa Polskiego

W guberni suwalskiej, która znajdowała się w Królestwie Polskim, niektóre rozporządzenia wydane przez carskie władze nie obowiązywały, co prowadziło do braku ograniczeń w rozwoju życia społecznego i gospodarczego. W guberni tej, gdzie większość populacji stanowili chłopi litewscy, język litewski został wprowadzony jako przedmiot nauczania w niektórych szkołach. Władze Warszawskiego Okręgu Szkolnego udzieliły również 9 stypendiów na wyższe uczelnie w Moskwie i Petersburgu chłopom z tego regionu. Na terenie Kowieńszczyzny również starano się wyróżnić społecznie aktywne jednostki spośród „ludu” (chłopów), oferując im możliwość awansu w strukturach państwowych. W ten sposób carska administracja próbowała tworzyć nową warstwę „ludowej” inteligencji, która popierałaby Rosję, a jednocześnie przeciwstawiała się polsko-szlacheckiej tradycji. Taka polityka była jednocześnie cyniczna i niespójna. Albowiem jednocześnie w roku 1864 urzędnicy carscy zakazali publikacji w języku litewskim drukowanych łacińską czcionką, promując tym samym publikacje w rosyjskiej cyrylicy. Celem tego działania było sprzyjanie mentalnej i „państwowej” rusyfikacji młodych „Żmudzinów” (czyli obecnych Litwinów), którzy, według władz, nadal mogli posługiwać się swoim językiem, zapisywanym jedynie innym alfabetem. Rosyjskie władze podjęły zupełnie inną politykę wobec ludności białoruskiej. Ludność białoruską (właśc. rusińską z części terenów Rusi Białej), którą tamtejsze władze uznawały po prostu za Rosjan, a także katolików na Wileńszczyźnie, zdecydowanie tępiono w przypadku jakichkolwiek przejawów narodowej czy językowej odrębności.

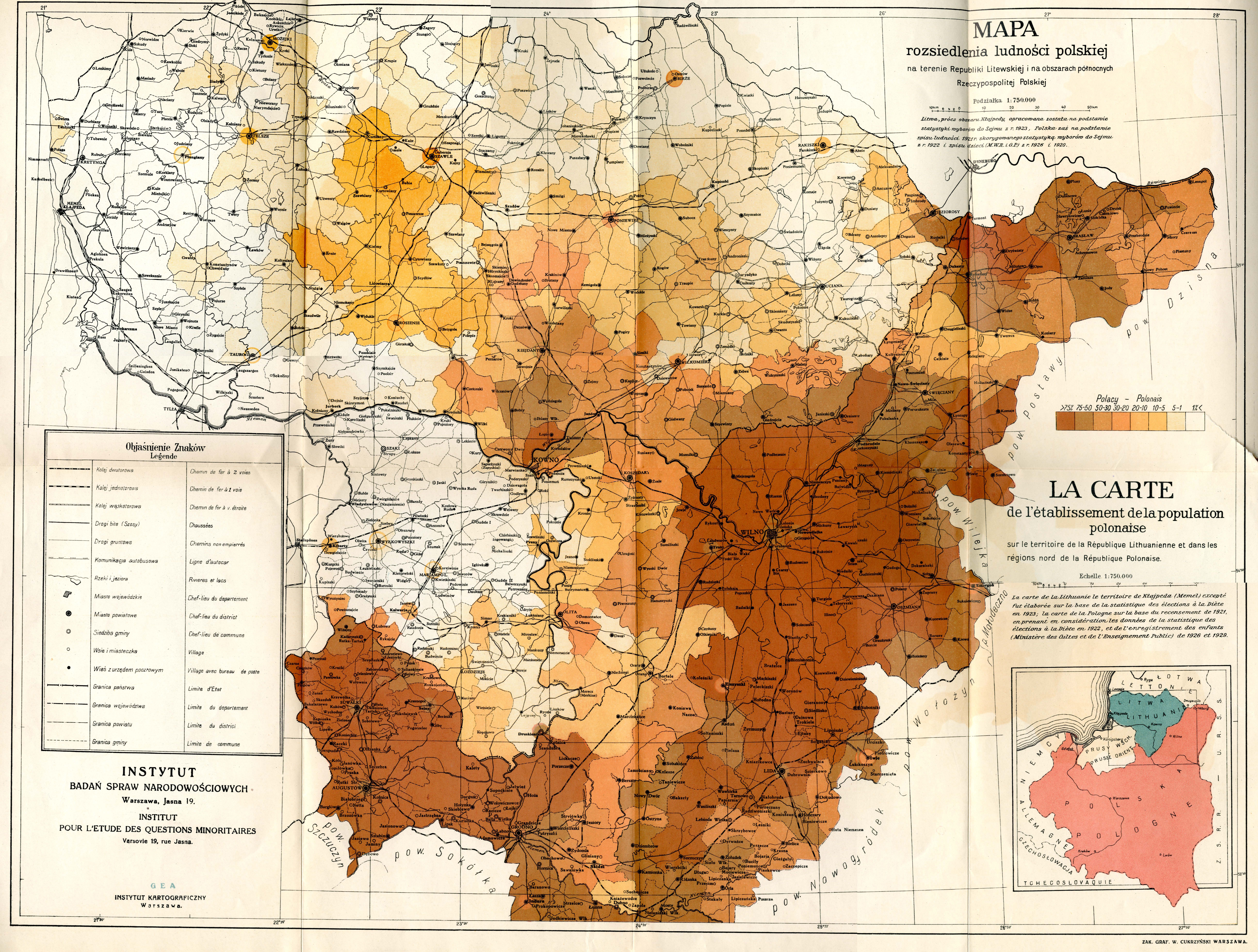
Mapa rozsiedlenia ludności polskiej na terenie Litwy właściwej w (1929)

Zmiany zachodzące na wsiach etnicznie litewskich, zwłaszcza względna stabilizacja gospodarcza oraz nowe możliwości kariery, doprowadziły do zwiększenia obecności chłopięcej młodzieży w szkołach średnich już w latach siedemdziesiątych XIX wieku. Choć w tych placówkach oficjalnie propagowano ducha rosyjskiego, paradoksalnie atmosfera wśród uczniów, którzy głównie pochodzili z lokalnej inteligencji i ziemiaństwa, najczęściej było przesiąknięta polskimi tradycjami patriotycznymi i szlacheckimi. Prywatne inicjatywy oświatowe ziemian również przyczyniły się do umacniania polskiej tożsamości. W nieformalnych szkołach dla „ludu”, które były zakładane przy dworach, nauka odbywała się zwykle w języku polskim, a rzadziej w miejscowym „żmudzkim dialekcie”, czyli współczesnym języku litewskim.

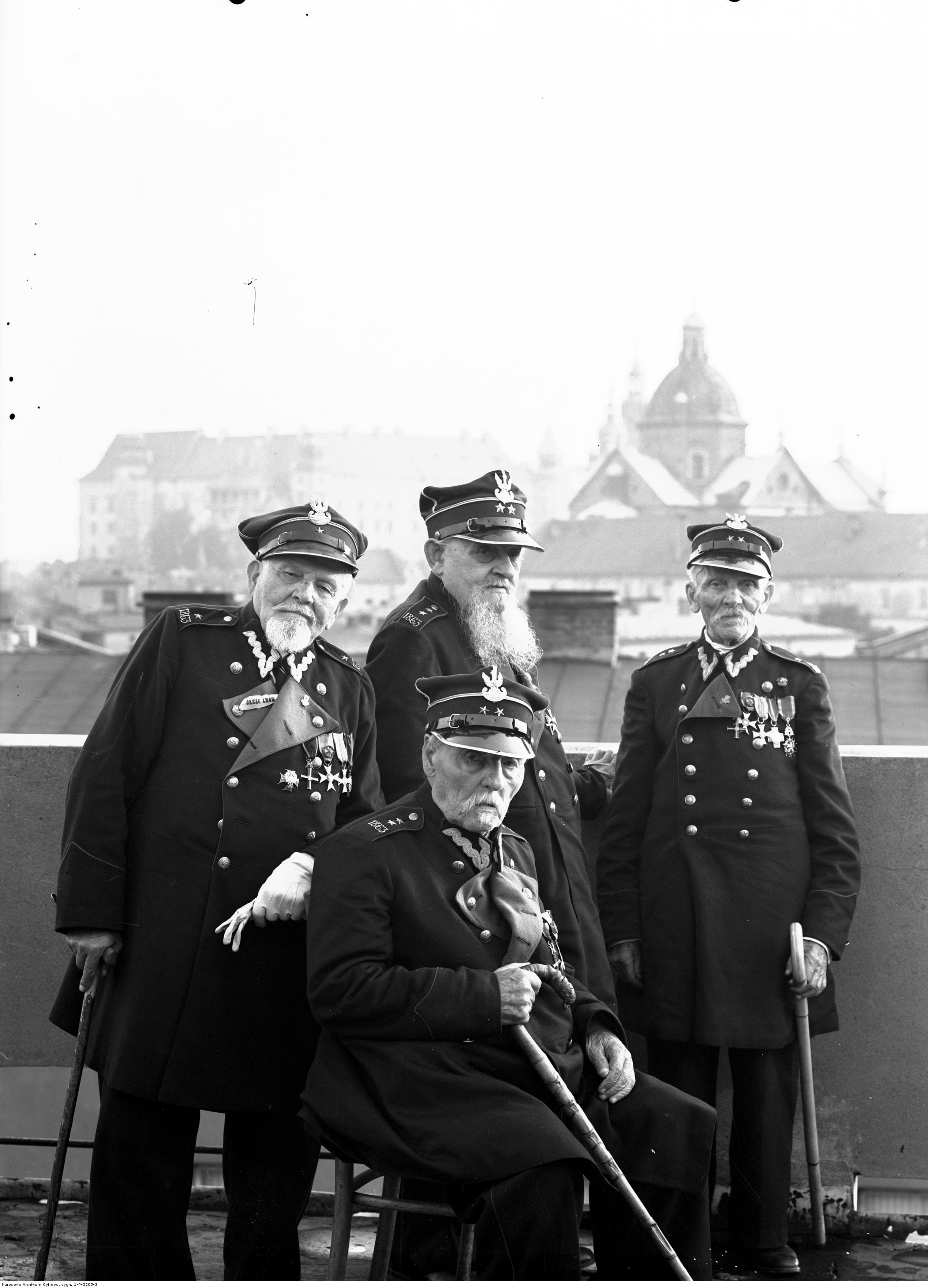
Weterani powstania styczniowego. Od lewej strony: Antoni Süss, Mamert Wandalli, Walenty Milczarski, siedzi Wiktor Malewski (1939)

Wkrótce jednak zaczęły dawać o sobie znać oczywiste antagonizmy. Młodzi synowie chłopscy czasami doświadczali szyderstw, lekceważenia lub społecznego wykluczenia ze strony swoich szlachecko-ziemiańskich kolegów. Oprócz pragnienia awansu społecznego, chłopi odziedziczyli tradycyjną nieufność wobec „panów” z domu rodzinnego. Rosyjskie władze, które rozpoczęły propagandę dobroczyńców „ludu”, ochoczo wspierały wszelkie przejawy antypolskości i antyszlacheckości. Z kolei warstwa szlachecka uważała dotychczasowe, niemal patriarchalne, relacje między dworem a wsią za naturalne i trwałe. Często nie zdawano sobie sprawy z ukrytej niechęci chłopów, którzy niedawno byli poddanymi, do „panów”. Nawet wśród ziemiaństwa nie było pełnej świadomości, że „lud” nie zawsze pozytywnie postrzegał np. gloryfikowaną tradycję powstania styczniowego. Wieś wielokrotnie obwiniała „panów” za represje, które spadły na katolików, a więc również na litewskich chłopów, w wyniku „polskiego powstania”. Wszystkie te czynniki powodowały, że młodzież włościańska coraz bardziej uświadamiała sobie i pielęgnowała poczucie odrębności, co stanowiło początek kształtowania się narodowej tożsamości obecnie znanej Litwy.

## Litwini historyczni
W miarę postępów homogenizacji kulturalnej i polonizacji językowej stanu szlacheckiego, pojęcie Litwin zaczęło oznaczać po prostu odmienność regionalną w ramach jednolitego narodu politycznego Rzeczypospolitej Obojga Narodów. Głównymi czynnikami polonizującymi stały się podobnie jak i na innych obszarach Rzeczypospolitej – kościół, dwór i miasto, gdzie na zasadzie przejmowania wzorów kulturowych, niższe warstwy społecznie przejmowały wzory kulturowe warstw wyższych.
Już w 1576 roku, siedem lat po zawarciu unii lubelskiej, Augustyn Rotundus, historiograf ówczesnej Litwy, pisał, że dotychczas używanym przez część Litwinów językiem litewskim posługują się wieśniacy, natomiast szlachta powszechnie przyjmuje język polski. Należy jednak pamiętać, że proces ten przebiegał bez nakazów i zakazów, bez przymusu, głównie pod wpływem dominacji cywilizacyjnej i oddziaływań administracyjnych (brakuje też dowodów na stwierdzenie przymusu administracyjnego). W ciągu dekady 1620–1630 polski wyparł język ruski z ksiąg zapisów (nadania dóbr i nominacje na urzędy) Metryki Litewskiej. Mamy moc dowodów na używanie go przez średnią i nawet drobną szlachtę ziem zachodnich Wielkiego Księstwa w pierwszej połowie XVII wieku, przy czym proces polonizacji językowej najszybciej objął ziemie Litwy właściwej, a do początku XVIII wieku polski był już powszechnie używany nawet na krańcach wschodnich państwa.
W ocenie Marcelego Kosmana, w II połowie XVIII w. poprzez termin Polak rozumiano szlachtę całej Rzeczypospolitej, a Polska figurowała jako pojęcie obejmujące dwa dawne państwa – Koronę Królestwa Polskiego i Wielkie Księstwo Litewskie, połączone na mocy unii realnej w Rzeczpospolitą Obojga Narodów. Używane przez szlachtę określenie „Litwin”, mocniejsze niewątpliwie niż „Małopolanin” czy „Mazowszanin”, pozostawało jednak tylko sygnałem przynależności terytorialnej. Procesy polonizacyjne doprowadziły do tego, że już w XVII wieku ziemianie litewscy mówili o sobie gente Lithuani, natione Poloni (z łac.: z urodzenia Litwini, z narodowości Polacy).
W świadomości społecznej mieszkańców ziem Rzeczypospolitej takie znaczenie terminu Polak oraz wieloszczeblowość poczucia narodowego utrzymywały się długo po rozbiorach. Polacy z Litwy chętnie podkreślali, że są litewskiego pochodzenia i jednocześnie polskiej narodowości.
W wieku XVIII polonizacja ziem objętych granicami Rzeczypospolitej Obojga Narodów była procesem zakończonym, a polonizacja Wilna stanem dokonanym.
W początkach XX w. potomkowie dawnych szlacheckich Litwinów najchętniej określali się teraz jako Polacy. Jedynie część szlachty, otwarcie nawiązująca do tradycji Litwy historycznej, próbując godzić litewskość z polskością, mówiła o sobie "starolitwini" , "Litwini historyczni" lub "mickiewiczowscy" (czyli - tacy jak u Mickiewicza, od pierwszych słów inwokacji z poematu Pan Tadeusz: "Litwo, ojczyzno moja ... ". Z kolei przedstawiciele dotychczasowego "żmudzkiego ludu" , teraz już "unarodowionego" , nazywali się Litwinami, dodatkowo zastrzegając sobie prawo wyłącznej własności do tego terminu.